# Lieder spirituali e arie di Johann Sebastian Bach

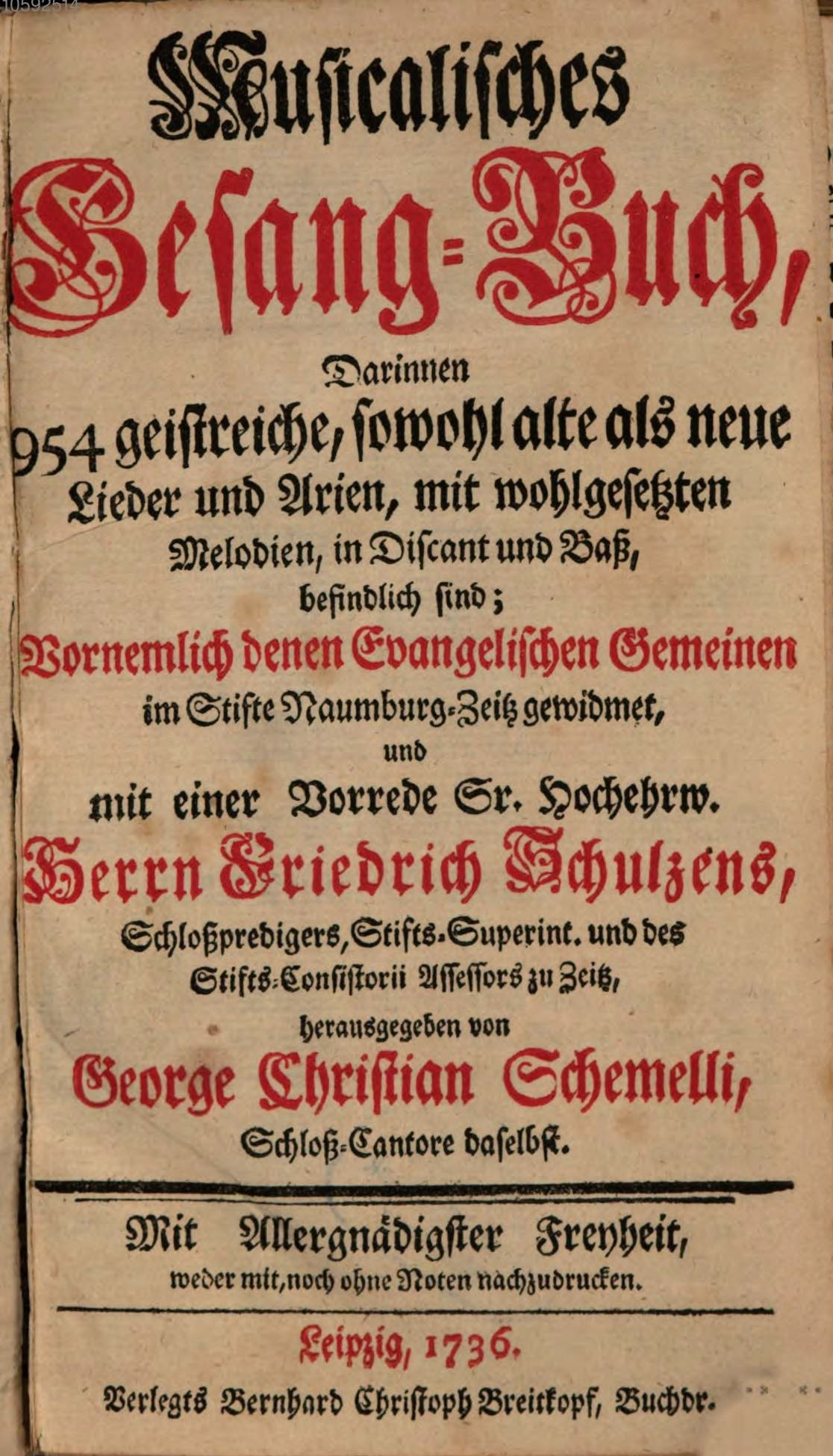
Frontespizio del Musicalischen Gesangbuch

I lieder spirituali e arie di Johann Sebastian Bach occupano i numeri di catalogo BWV 439-518. Dal BWV 439 al 507 furono pubblicati per la prima volta mentre Bach era in vita da Georg Christian Schemelli nel 1736 nello Schemelli Gesangbuch. Le arie BWV 508-518 fanno parte del manoscritto del 1725 del Piccolo libro di Anna Magdalena Bach, di queste Bist du bei mir (BWV 508) è spuria, la melodia è di Gottfried Heinrich Stölzel.

## Schemellis Gesangbuch
- BWV 439 - Ach, dass nicht die letzte Stunde
- BWV 440 - Auf, auf! die rechte Zeit ist hier
- BWV 441 - Auf! auf! mein Herz, mit Freuden
- BWV 442 - Beglückter Stand getreuer Seelen
- BWV 443 - Beschränkt, ihr Weisen dieser Welt
- BWV 444 - Brich entzwei, mein armes Herze
- BWV 445 - Brunnquell aller Güter
- BWV 446 - Der lieben Sonnen Licht und Pracht
- BWV 447 - Der Tag ist hin, die Sonne gehet nieder
- BWV 448 - Der Tag mit seinem Lichte
- BWV 449 - Dich bet' ich an, mein höchster Gott
- BWV 450 - Die bitt're Leidenszeit beginnet abermal
- BWV 451 - Die goldne Sonne, voll Freud' und Wonne
- BWV 452 - Dir, dir Jehovah, will ich singen
- BWV 453 - Eins ist Not! ach Herr, dies Eine
- BWV 454 - Ermuntre dich, mein schwacher Geist
- BWV 455 - Erwürgtes Lamm, das die verwahrten Siegel
- BWV 456 - Es glänzet der Christen
- BWV 457 - Es ist nun aus mit meinem Leben
- BWV 458 - Es ist vollbracht! vergiss ja nicht
- BWV 459 - Es kostet viel, ein Christ zu sein
- BWV 460 - Gib dich zufrieden und sei stille
- BWV 461 - Gott lebet noch; Seele, was verzagst du doch?
- BWV 462 - Gott, wie groß ist deine Güte
- BWV 463 - Herr, nicht schicke deine Rache
- BWV 464 - Ich bin ja, Herr, in deiner Macht
- BWV 465 - Ich freue mich in dir
- BWV 466 - Ich halte treulich still und liebe
- BWV 467 - Ich lass' dich nicht
- BWV 468 - Ich liebe Jesum alle Stund'
- BWV 469 - Ich steh' an deiner Krippen hier
- BWV 470 - Jesu, Jesu, du bist mein
- BWV 471 - Jesu, deine Liebeswunden
- BWV 472 - Jesu, meines Glaubens Zier
- BWV 473 - Jesu, meines Herzens Freud
- BWV 474 - Jesus ist das schönste Licht
- BWV 475 - Jesus, unser Trost und Leben
- BWV 476 - Ich Gestirn', ihr hohen Lüfte
- BWV 477 - Kein Stuendlein geht dahin
- BWV 478 - Komm, süßer Tod, komm, sel'ge Ruh!
- BWV 479 - Kommt, Seelen, dieser Tag
- BWV 480 - Kommt wieder aus der finstern Gruft
- BWV 481 - Lasset uns mit Jesu ziehen
- BWV 482 - Liebes Herz, bedenke doch
- BWV 483 - Liebster Gott, wann werd' ich sterben?
- BWV 484 - Liebster Herr Jesu! wo bleibest du so lange?
- BWV 485 - Liebster Immanuel, Herzog der Frommen
- BWV 486 - Mein Jesu, dem die Seraphinen
- BWV 487 - Mein Jesu! was für Seelenweh
- BWV 488 - Meines Lebens letzte Zeit
- BWV 489 - Nicht so traurig, nicht so sehr
- BWV 490 - Nur mein Jesus ist mein Leben
- BWV 491 - O du Liebe meiner Liebe
- BWV 492 - O finstre Nacht
- BWV 493 - O Jesulein süß, o Jesulein mild
- BWV 494 - O liebe Seele, zieh' die Sinnen
- BWV 495 - O wie selig seid ihr doch, ihr Frommen
- BWV 496 - Seelen-Bräutigam, Jesu, Gottes Lamm!
- BWV 497 - Seelenweide, meine Freude
- BWV 498 - Selig, wer an Jesum denkt
- BWV 499 - Sei gegrüßet, Jesu gütig
- BWV 500 - So gehst du nun, mein Jesu, hin
- BWV 501 - So gibst du nun, mein Jesu, gute Nacht
- BWV 502 - So wünsch' ich mir zu guter Letzt
- BWV 503 - Steh' ich bei meinem Gott
- BWV 504 - Vergiss mein nicht, dass ich dein nicht
- BWV 505 - Vergiss mein nicht, vergiss mein nicht
- BWV 506 - Was bist du doch, o Seele, so betrübet
- BWV 507 - Wo ist mein Schäflein, das ich liebe

## Dal Piccolo libro di Anna Magdalena Bach
- BWV 508 - Bist du bei mir (di Gottfried Heinrich Stölzel)
- BWV 509 - Gedenke doch, mein Geist
- BWV 510 - Gib dich zufrieden
- BWV 511 - Gib dich zufrieden
- BWV 512 - Gib dich zufrieden
- BWV 513 - O Ewigkeit, du Donnerwort
- BWV 514 - Schaff's mit mir, Gott
- BWV 515 - So oft ich meine Tobackspfeife
  - BWV 515a - So oft ich meine Tobackspfeife
- BWV 516 - Warum betrübst du dich
- BWV 517 - Wie wohl ist mir, o Freund der Seelen
- BWV 518 - Willst du dein Herz mir schenken